# گالف پارک ایستیت (میسیسیپی)
گالف پارک ایستیت (به انگلیسی: Gulf Park Estates) مکانی در ایالت میسیسیپی کشور ایالات متحده آمریکا است که جمعیت آن در سرشماری سال ۲۰۱۰ میلادی، ۵٬۷۱۹
نفر بوده‌است.